# Timbila
La Timbila de los Chopi (o Chopi Timbila) es una tradición de música orquestal de las comunidades Chopi originaria de la provincia de Inhambane en Mozambique. Los timbila son xilófonos de madera tradicionales. La Timbila fue inscrita en la lista representativa del patrimonio cultural inmaterial de la humanidad en 2008.

## Descripción

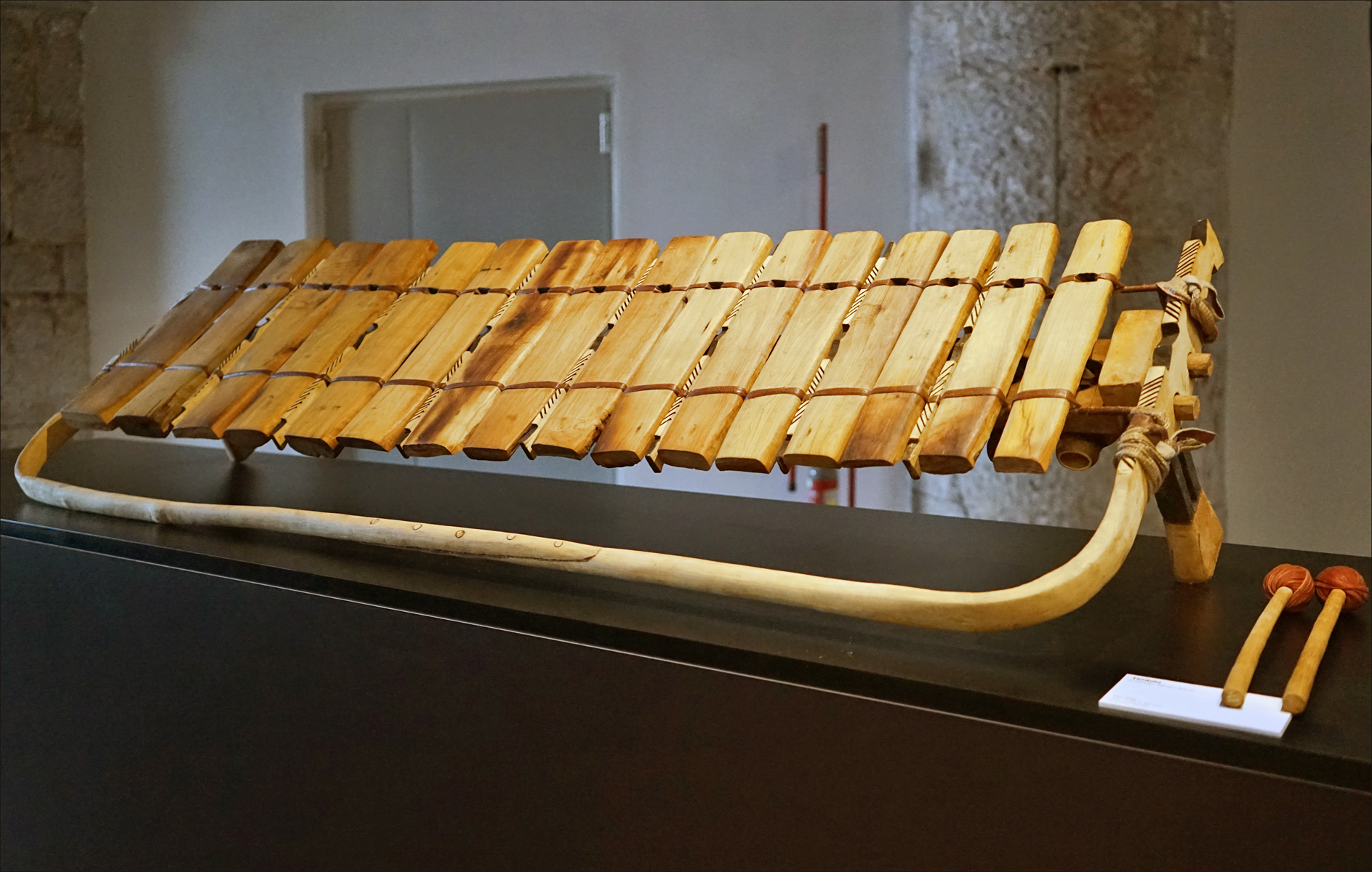
Timbila, xilófono de madera de cactus, Mozambique

La Chopi Timbila es un elemento fundamental en la cultura Chopi, al sur de Mozambique. Se trata de una tradición de música orquestral, que utiliza de 5 a 30 Timbila (mbila en singular) de tamaños diferentes. Una nueva composición está creada cada año, y presentada bajo forma de una prestación en 9 o 10 sets, el ngodo. Las composiciones de timbila se tocan durante los actos sociales de la comunidad, como las bodas, durante un máximo de una hora y en ritmos alternados. Están relacionados con las danzas tradicionales de Timbila, en las que bailan de dos a doce bailarines delante de la orquesta. Los textos de las canciones de M'zeno, que abren el concierto, abordan con humor los problemas y acontecimientos de la comunidad. La palabra Timbila puede referirse a la danza, al instrumento o a la canción.

### Instrumento
Los timbila son xilófonos de madera de mwenje y calabazas fijadas con cera de abeja, que producen sonidos ricos y diferentes. Se conocen al menos tres tipos de Timbila: chilanzane, debiinda, chikhulu. La artesanía tradicional para fabricar Timbila se transmite de padres a hijos.

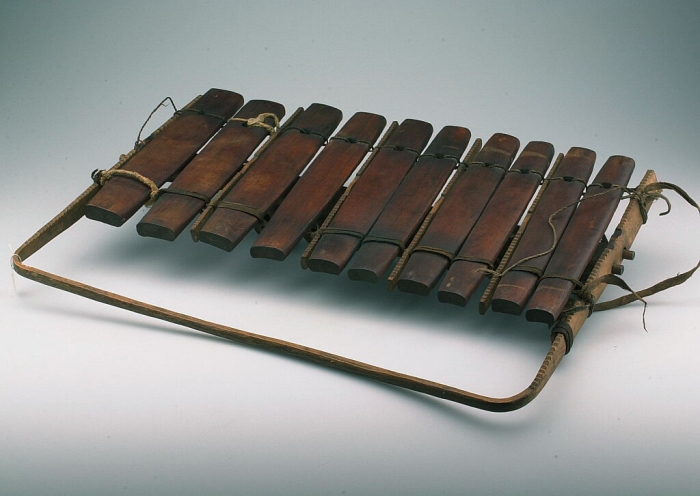
Xilófono con 10 teclas y tonos de calabaza

### Baile
La coreografía Timbila hace referencia a la historia del pueblo Chopi y, en particular, a los conflictos con los zulúes en el siglo XIX. El traje, el escudo, las lanzas y las roturas de cabeza están inspirados en los zulúes. Los pasos de baile son bélicos.  

### Canto
Los poemas cantados en el Chopi Timbila afirman la independencia cultural de los Chopi y se hacen eco de los debates internos de la sociedad Chopi. La etnomusicología se ha interesado especialmente por ello desde el punto de vista de la identidad.

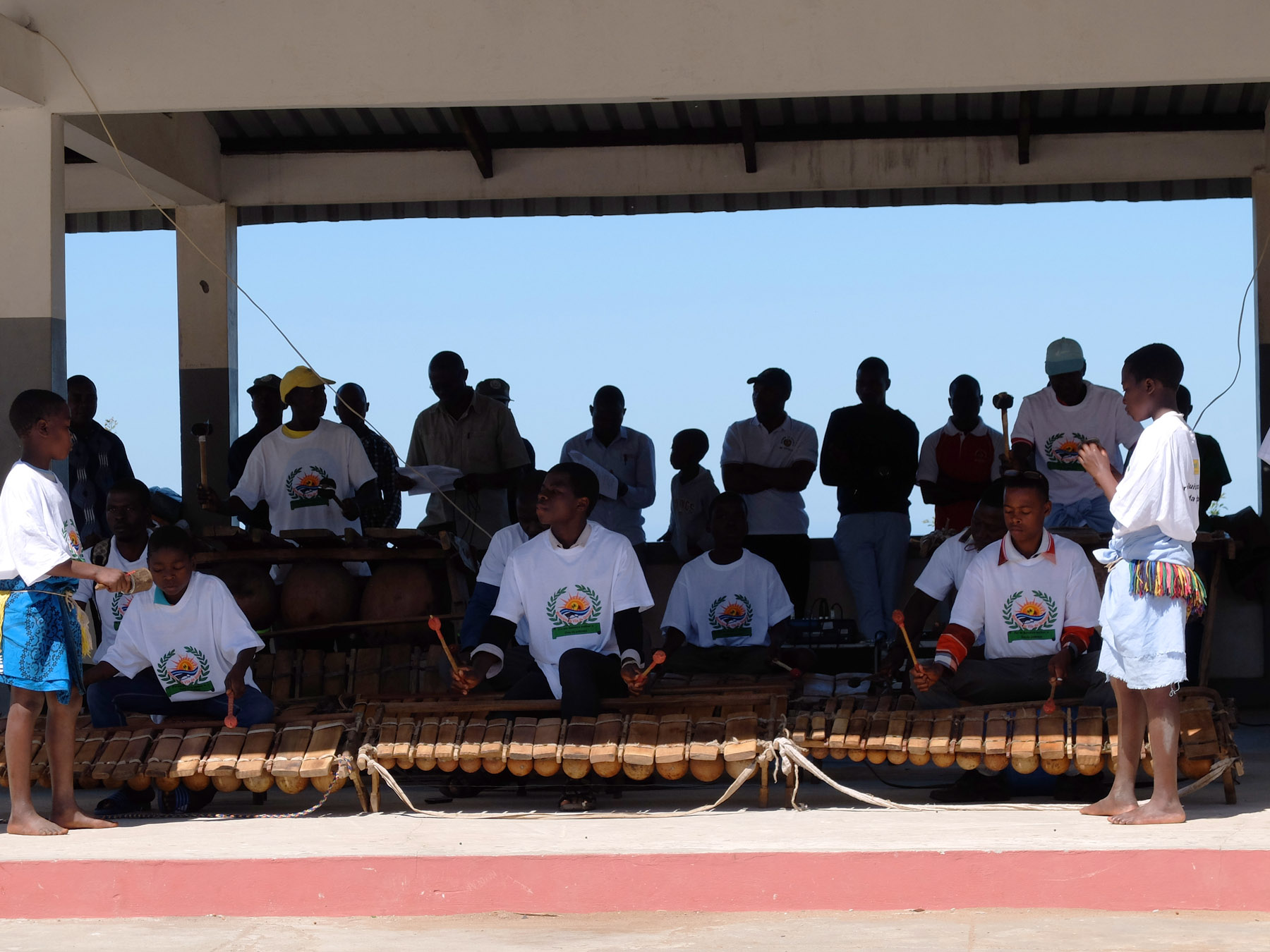
Festival de Timbila en Quissico, Mozambique

## Tradición en peligro de desaparición
Pocas personas de la tribu tienen los conocimientos tradicionales para crear todo el Timbila. Además, debido a la deforestación, la madera utilizada en la fabricación tradicional de instrumentos es cada vez más escasa. Los intérpretes experimentados son mayores, y los jóvenes practican cada vez menos estas tradiciones, aunque se han realizado esfuerzos para transmitir y formar a jóvenes músicos. La guerra civil que tuvo lugar en Mozambique entre 1975 y 1992 contribuyó al declive de las prácticas musicales tradicionales.

## Patrimonio cultural inmaterial de la humanidad
El Chopi Timbila fue proclamado Obra Maestra del Patrimonio Oral e Inmaterial de la Humanidad por la UNESCO en 2005, y posteriormente inscrito en la Lista Representativa del Patrimonio Cultural Inmaterial de la Humanidad en 2008. Así, la Unesco pone en marcha un proyecto sobre la tradición del Chopi Timbila, cuyo objetivo es, en primer lugar, garantizar la calidad y la autenticidad de los instrumentos musicales y fomentar y apoyar la transmisión de estas tradiciones a las generaciones futuras. También pretende posibilitar la documentación científica del Timbila Chopi, crear oportunidades para las representaciones y los intercambios entre los practicantes del Timbila, reforzar la protección jurídica de estas prácticas y promover los intereses de los poseedores de las tradiciones del Timbila. Este proyecto responde a la voluntad de preservar la diversidad cultural. Está financiado por el Fondo Fiduciario Japonés para la Preservación y Promoción del Patrimonio Cultural Inmaterial.